# Chiesa della Beata Vergine Assunta (Prarolo)
La chiesa Santa Maria Assunta è la parrocchiale di Prarolo, in provincia e arcidiocesi di Vercelli; fa parte del vicariato di Trino.

## Storia
Già nel X secolo esisteva a Prarolo un luogo di culto, dato che nell'anno 964 l'arcivescovo Ingone proibì al parroco di amministrare il battesimo nella sua chiesa, ordinando, invece, che questo sacramento venisse impartito nella cattedrale di Vercelli.
La parrocchia era sottoposta all'abbazia di Santo Stefano di Vercelli, che nel 1462 fu trasformata in commenda; retta dai monaci benedettini fino al 1536, passò in quell'anno Canonici Lateranensi, i quali però la abbandonarono pochi decenni dopo, nel 1581.
Nel 1628 l'abate commendatario e arcivescovo di Milano Federico Borromeo fece ricostruire la chiesa della Beata Vergine Assunta, come testimoniato anche dalla lapide recante l'iscrizione "Mariae Virgini Assumptae in coelum -aedem hanc- in vestigiis aedis vetustae - Federicus Borromaeus - Card. Archiep. Mediol. posuit - anno MDCXXVIII".
Negli anni settanta del Novecento si procedette all'esecuzione dell'adeguamento liturgico secondo le usanze postconciliari mediante l'aggiunta dell'altare rivolto verso l'assemblea e del leggio.

## Descrizione

### Esterno
La facciata della chiesa, rivolta a occidente, presenta centralmente il portale d'ingresso timpanato e una raffigurazione della Beata Vergine Assunta ed è scandita da quattro semicolonne poggianti su alti basamenti e terminanti con capitelli corinzi sopra i quali si erge il frontone di forma triangolare.
Annesso alla parrocchiale è il campanile a base quadrata, suddiviso in più registri da cornici marcapiano; la cella presenta su ogni lato una monofora ed è coronata dal tetto a gradoni.

### Interno
L'interno dell'edificio si compone di un'unica navata, sulla quale si affaccia una sola cappella laterale e le cui pareti sono scandite da lesene, terminanti con capitelli doriche e sorreggenti la trabeazione modanata e aggettante sopra la quale si impostano le volte; al termine dell'aula si sviluppa il presbiterio, rialzato di alcuni gradini, ospitante l'altare maggiore e chiuso dalla parete di fondo piatta.
L'opera di maggior pregio qui conservata è l'organo, costruito nel 1844 dalla ditta pinerolese Collino.